# Vertauschte Frauen
Vertauschte Frauen ist eine US-amerikanische Stummfilmkomödie aus dem Jahr 1924 von Paul Iribe und Frank Urson mit Leatrice Joy und Victor Varconi in den Hauptrollen. Das Drehbuch basiert auf dem Roman Roles von Elizabeth Alexander.

## Handlung
Gwynne Evans, gelangweilt von der Alltagsroutine, schlägt mit Zustimmung ihres Mannes Oliver eine Bühnenkarriere ein. Gwynne überzeugt die Schauspielerin Ava Graham, mit der sie große Ähnlichkeit hat, davon, dass sie die Plätze tauschen sollten. Es kommt zu Komplikationen, als Oliver sich in die andere Frau verliebt und sie nach einer Scheidung heiratet, während Avas Verlobter Bob Hamilton Gwynne zur Frau nimmt.

## Hintergrund
Cecil B. DeMille war Produktionsleiter.
Pul Iribe und Frank Urson begannen mit den Dreharbeiten, Rupert Julian brachte den Film zu Ende.

## Veröffentlichung
Die Premiere des Films fand am 22. Juni 1924 in New York statt. 1925 kam er in Österreich in die Kinos.